# Dolomiaea souliei
Dolomiaea souliei és una espècie de planta amb flors del gènere Dolomiaea dins la família de les asteràcies (Asteraceae).
En la medicina tradicional xinesa on s'utilitza l'arrel. Es fa servir principalment en cas de dolor estomacal, dolor abdominal, manca de gana, vòmits i diarrea.
A Espanya, amb el nom de Vladimiria soulei, figura en la llista de plantes de venda regulada.

## Taxonomia

### Sinònims
Els següents noms científics són sinònims homotípics de Dolomiaea souliei:
- Jurinea souliei Franch.
- Vladimiria souliei (C.Shih) Y.Ling